# Quaker Peace and Social Witness
Il Quaker Peace & Social Witness (QPSW), che una volta si chiamava British Friends Service Council, è un'organizzazione di quaccheri britannici che lavora per promuovere e mettere in pratica l'uguaglianza, la giustizia, la pace, la semplicità e la verità. 
Nel 1947 ha vinto il Premio Nobel per la pace assieme all'American Friends Service Committee (AFSC).